# Espace urbain de Saint-Dié
Cet article court présente un sujet plus développé dans : Espace urbain.
L’espace urbain de Saint-Dié était un espace urbain français centré sur la ville de Saint-Dié-des-Vosges, dans le département des Vosges. C'était en 1999 le 55e  des 96 espaces urbains français par la population. Il comportait alors 34 communes.
L'INSEE a remplacé ce zonage en 2010 par l'aire urbaine de Saint-Dié-des-Vosges comprenant 37 communes puis en 2020 par l'aire d'attraction de Saint-Dié-des-Vosges comprenant 47 communes.